# Abrocoma bennettii
La rata chinchilla de Bennett  (Abrocoma bennettii) es una especie de Rata chinchilla en la familia Abrocomidae  .
Es endémica de Chile.